# Strymon (mythologie)

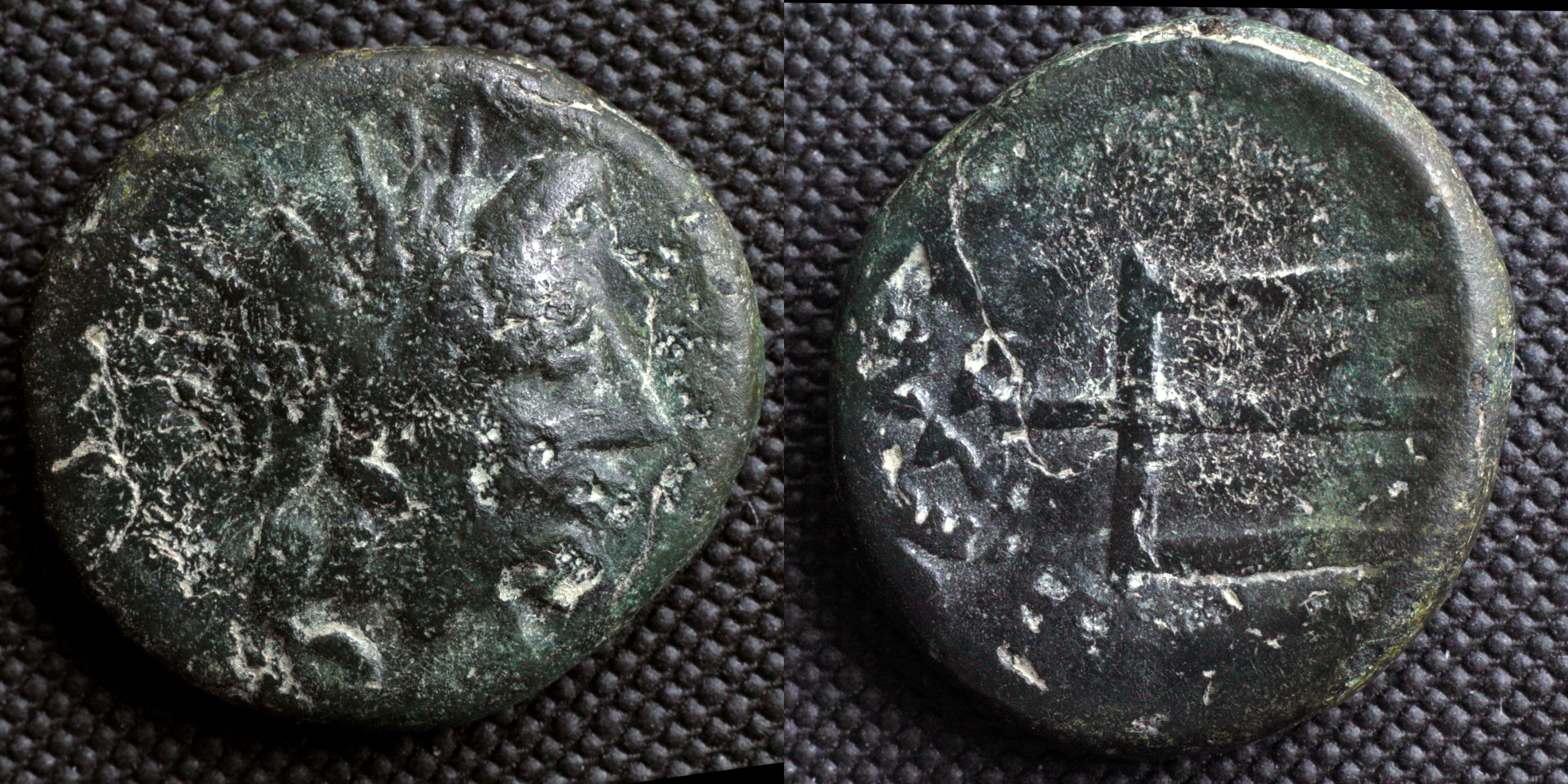
Munt met links het hoofd van Strymon, rechts een drietand

Strymon (Oudgrieks Στρυμών) is in de Griekse mythologie een riviergod (naar de Strymon) en koning van Thrakië. Zijn ouders zijn Okeanos en Tethys. Bij de muzen Euterpe of Kalliope kreeg hij de kinderen Resos, Brangas en Olynthos, en bij Neaira een dochter Evadne. Strymon was ook vader van Tereine, die met de god Ares een dochter Thrassa voortbracht.

## Voetnoten
1. ↑  Hesiodos, Theogonie, 339; Konon, Vertellingen, 4; Antoninus Liberalis, Metamorfoseon synagoge, 21
2. ↑  Pseudo-Apollodoros, Bibliotheke, 1.3.4; Euripides, Resos, 347; Stefanos van Byzantium, s.v. Olynthus
3. ↑  Pseudo-Apollodoros, Bibliotheke, 2.1.2
4. ↑  Antoninus Liberalis, Metamorfoseon synagoge, 21